# Icade
 (septembre 2014).
Icade est un groupe immobilier français, filiale de la Caisse des dépôts et consignations, créé en 1954 sous le nom de Société Centrale Immobilière de la Caisse des dépôts et consignations (SCIC) par François Bloch-Lainé, afin de faire face aux besoins de logements en France. La dénomination actuelle, Icade, a été conçue pour être l'acronyme (approximatif) de : Immobilière Caisse des Dépôts.
Icade a des activités de foncière et de promotion. L’entreprise intervient dans différents secteurs : bureaux, parcs d'affaires, logements, santé et équipements publics.
Au 31 décembre 2022, Icade détient un patrimoine immobilier à 100% de 15,1 milliards d'euros. Ce patrimoine est composé de bureaux et de parcs d'affaires en Ile-de-France et des établissements de santé dans toute la France et à l'international.

## Histoire

### L'ère SCIC
La SCIC est l'un des principaux maîtres d'ouvrage dans la construction des grands ensembles dans le pays et notamment en région parisienne. Elle fait appel à des architectes des années 1950 et 1960, tels que Jean Dubuisson, Marcel Lods, Jacques Henri Labourdette, Bernard Zehrfuss, Raymond Lopez, Charles-Gustave Stoskopf et est à l'origine des grands ensembles de Sarcelles (le plus grand programme de l'époque en France avec 10 000 logements), Créteil, Massy-Antony. À la fin des années 1980, la SCIC compte plus de 200 000 logements locatifs dont une grande majorité en secteur HLM. 
Dans le domaine de la santé, elle participe à la construction des principaux centres hospitaliers français (Évry, Caen, Strasbourg, Nancy...) en assistance à maîtrise d'ouvrage, métier qu'elle a inventé.
La SCIC poursuit alors sa diversification vers tous les types d'équipements publics puis privés tels que les Halles de Rungis, l'hôtel Méridien Étoile à Paris, etc.
À partir des années 1990, la SCIC devient un investisseur immobilier et étend ses activités à l’immobilier de bureau.
Au cours des années 2000, la société se recentre progressivement sur les activités concurrentielles, laissant aux autres filiales de la Caisse des Dépôts le soin d'assurer les missions d'intérêt général.

### Création d'Icade
La SCIC connaît de nombreuses réorganisations, puis se transforme en Icade SA en 2003. Le capital de la société est alors ouvert à d'autres actionnaires que la Caisse des dépôts et consignations.
Icade SA connaît alors une croissance très importante de son chiffre d'affaires et de son résultat. Cette croissance a été favorisée, outre par une conjoncture porteuse, par le business model singulier du groupe, basé sur une intégration étroite des activités de promotion, d'investissement et de service, généralement séparées au sein d'entreprises différentes. Ce concept est développé par l'équipe dirigeante et notamment le président, Étienne Bertier, et permet une forte cohésion des équipes autour du projet d'entreprise[réf. nécessaire]. La filiale Icade Patrimoine est l'un des atouts de l'ancienne SCIC. L'ensemble du patrimoine faisant formellement partie du logement social a été vendu, en 2006, à la Société nationale immobilière, la SNI, également filiale de la Caisse des Dépôts.
En 2005, Icade livre son premier bâtiment tertiaire Haute qualité environnementale[réf. nécessaire].
L'introduction en bourse sur Euronext, le 12 avril 2006 s'est inscrite dans le cadre d'une politique de séparation des activités d'intérêt général et des activités concurrentielles de la Caisse des Dépôts voulue par son directeur général, Francis Mayer.
La visibilité de ses résultats et l'originalité de son organisation ont fait d'Icade l'une des sociétés les mieux valorisées du SBF 120 (indice boursier parisien) en 2007[réf. nécessaire].

### Depuis 2007
Au printemps 2007, Icade mandate la Société Générale pour adopter le statut de Société d'investissement immobilier cotée (SIIC). L’entreprise a alors fusionné la quasi-totalité de ses foncières. Ses objectifs étaient de simplifier ses structures et rendre son modèle d’entreprise plus efficace.
À l’occasion de cette fusion, les activités d’Icade sont réparties en trois pôles : foncière, promotion et services.
Depuis 2007, Icade cède progressivement ses logements et ses activités de services immobiliers (administration de biens et property management) pour se concentrer sur le tertiaire (bureaux, commerces, cliniques, etc.).
En 2008-2009, Icade reste propriétaire d'environ 35 000 logements, avec près de 2 000 logements encore conventionnés, 15 000 logements sortis du conventionnement et près de 20 000 logements qui n'ont jamais été conventionnés. L'ensemble de ces logements était évalué en 2006 par l'Autorité des marchés financiers à 1,426 milliard d'euros. Icade annonce, le 12 décembre 2008, sa volonté de vendre l'ensemble de son parc immobilier résidentiel (dont une partie était des logements sociaux), soit plus de 30 000 logements pour un prix de 2,935 milliards d'euros à un groupement d'une vingtaine de bailleurs sociaux, mené par le groupe SNI, autre filiale de la Caisse des Dépôts. Cette cession d'anciens logements sociaux, critiquée par certains parce qu'elle amène des organismes HLM à payer une deuxième fois des immeubles édifiés avec des fonds publics, permet à Icade la distribution d'un dividende exceptionnel de 206 millions d'euros, soit 4 euros par action, en 2010.
En 2009, l'État présente Icade comme « un actif du fonds souverain qui est un élément de la stratégie de relance économique de la France ».
Cependant, Icade n’est finalement pas intégrée comme un actif du fonds stratégique d’investissement (FSI).
Fin 2009, Icade acquiert la Compagnie la Lucette, qui appartenait à Morgan Stanley. La Compagnie la Lucette est constituée d'actifs tertiaires, principalement de bureaux. Cette opération  permet à Icade de devenir la 2e foncière tertiaire de France, avec un portefeuille de bureaux évalué à 5,8 milliards d'euros Morgan Stanley devient le 2e actionnaire d'Icade, après la Caisse des Dépôts et Consignations, avec une participation de 4,5 %.
En décembre 2011, Icade annonce son rapprochement avec Silic, détenue à 44 % par Groupama, leader français des parcs d'affaires locatifs. Icade dépose ainsi une offre publique d’échange sur le solde du capital de Silic sur la base d’une parité d’échange de 5 actions Icade pour 4 actions Silic, coupons 2011 attachés. L’autorisation de l’opération par l’Autorité de la concurrence, le 13 février 2012, permet à la Caisse des Dépôts de prendre une participation majoritaire dans Silic à travers la holding HoldCo SIIC. Cette holding, dont la Caisse des Dépôts et Groupama détiennent respectivement 75,07 % et 24,93 % du capital et des droits de vote, détient 43,95 % du capital et des droits de vote de Silic. 
Le projet d’offre publique d’échange déposé par Icade en mars 2012 a été déclaré conforme par l’autorité des marchés financiers (AMF) en avril 2012. Un recours a été déposé contre cette offre en mai 2012 par la société SMAvie BTP et l’Association de défense des actionnaires minoritaires (ADAM).
En juin 2013, la Cour d'appel de Paris confirme la décision de conformité de l'Autorité des marchés financiers relative à l'offre publique d'Icade sur Silic. En juillet, Icade détient, à l’issue du règlement-livraison de l’offre initiale, 88 % du capital et des droits de vote de Silic. Ce rapprochement donne naissance à la première foncière de bureaux en France. En août 2013, Icade détient 93,28 % du capital et des droits de vote de Silic. Le 31 décembre 2013 Icade et Silic ont fusionné. Silic avait près de 10 milliards d’actifs en portefeuille au 30 juin 2013 et 550 millions d’euros de loyers annualisés.

### Depuis 2015
À la suite de la démission du PDG Serge Grzybowski, Nathalie Palladitcheff est nommée directrice générale par intérim de février à mai 2015.
En 2015, à la suite de la prise de fonction d'Olivier Wigniolle et d'André Martinez, Icade adopte un nouveau plan stratégique sur 3 ans.
En avril 2017, Icade Santé rachète deux établissements de santé pour 52,7 millions d'euros, une polyclinique et une maison d'accueil.
En juillet 2017, Icade annonce l'acquisition d'ANF Immobilier pour 400 millions d’euros. ANF Immobilier avait un patrimoine en gestion d'environ 450 millions d'euros.
Le 4 janvier 2019, Icade annonce avoir vendu pour près de 100 millions d'euros le bâtiment abritant son siège social à Issy-les-Moulineaux. Le groupe reste toutefois locataire des lieux et justifie cette vente par son changement de stratégie qu'il avait annoncé en juillet 2018: Icade avait indiqué vouloir orienter sa stratégie sur le secteur de la santé plutôt que sur l'immobilier.
Début août 2019, Icade annonce vouloir céder 49 % des actifs qu'il détient dans l'entreprise possédant la tour Eqho à Courbevoie pour un montant de 365 millions d'euros à un groupe d'investisseurs Sud-coréens. En parallèle, Icade acquiert une douzaine d'établissements de santé pour une enveloppe totale de 191 millions d'euros.
Début février 2021, Icade lance sa stratégie Bas Carbone, « Low Carbon by Icade », avec 4 engagements :
- Des objectifs de réduction des émissions de gaz à effet de serre significativement renforcés,
- Une politique de compensation volontariste et responsable,
- Une accélération dans la construction bas carbone,

Des ressources renforcées : création d’un fonds climat dédié. 
Icade a annoncé début 2022 une nouvelle accélération de sa trajectoire bas carbone, validée par la SBTi7 début octobre.
En 2024, l'entreprise annonce déménager son siège à La défense, dans l'immeuble Hyfive lui appartenant,.

## Actionnaires
Liste des principaux actionnaires au 31 mars 2025.
| Nom                               | %     |
| Caisse des Dépôts                 | 39,20 |
| Groupe Crédit Agricole Assurances | 18,85 |
| Flottant                          | 40,88 |
| FCPE Icade                        | 0,51  |
| Auto-détention                    | 0,56  |

## Quelques chiffres
|                         | AU 31/12/2022                |
| ----------------------- | ---------------------------- |
| Chiffre d'affaires IFRS | 1,8 Md€                      |
| Cash Flow Net Courant   | 417 M€                       |
| ANR NDV                 | 101,4 € par action (7,7 Md€) |

## Activités

### Foncière
Le patrimoine d'actifs d’Icade est composé de bureaux, de parcs d'affaires, d'équipements de santé.  
- Bureaux : Icade exploite des bureaux à Paris, en région et dans les grandes métropoles régionales[14].
- Avec ses parcs d’affaires répartis sur cinq pôles de développement majeurs en Île-de-France, Icade est associée à trois zones stratégiques de développement du Grand Paris : au nord-est avec Roissy-Charles de Gaulle et le territoire de Plaine Commune ; à l’ouest avec la Défense-Nanterre ; et au sud avec Orly-Rungis. Icade est partie prenante sur cinq contrats de développement territorial du Grand Paris, considérés par l’État comme stratégiques sur le plan du développement économique et culturel : Roissy-Villepinte, Saint-Denis-Pleyel, La Défense-Nanterre, Val-de-France-Gonesse et Orly-Val-de-Bièvre[30].
- Icade détient deux centres commerciaux : « Le Millénaire »  à Aubervilliers (93) ouvert en avril 2011 (détenu à 50 % par Klépierre), par sa filiale EMGP[31] et « Le Parc de Fresnes » à la suite de sa fusion avec Silic[32].
- Le patrimoine d'Icade Santé : Les actifs d’Icade sont constitués de 214 établissements de santé (au 31/12/2022)[33],[34].

### Promotion
Icade mène des activités de promotion dans les secteurs des logements, bureaux, centres commerciaux, le secteur public et de la santé. 
- Logements : fin 2022, Icade annonce 6 014 réservations[34] de logements neufs.
- Icade commercialise des sièges sociaux, des bureaux, et construit des établissements publics (écoles, commissariats…) et de santé (hôpitaux, cliniques…).

## Implantations
Auparavant à Boulogne-Billancourt, le siège social d’Icade est situé de 2007 à l'été 2017 dans le 19e arrondissement de Paris, dans l'immeuble Millénaire 1. Puis, de 2017 à fin 2024, la société occupe l'immeuble Open à Issy-les-Moulineaux, ancien siège de Coca-Cola France. Depuis janvier 2025, le nouveau siège social est situé dans la tour Hyfive, en plein quartier d'affaires de La Défense.
Icade dispose également de 21 implantations régionales.   